# Les Menuires
Les Menuires é uma estância de esqui situada no comuna francesa de Saint-Martin-de-Belleville na Saboia, a partir de 1 850 m de altitude e integrada no que é considerado o maior domínio esquiável do mundo com mais de 600 km de pistas de esqui; Les Trois Vallées.
A aldeia situa-se a 1 850 m de altitude mas sobe-se até os 2 850 m. Próximo de Albertville a estação propriamente dita comporta 76, com 6  pistas pretas, 24 vermelhas, 34 azuis e 12 verdes.

## Ligações Externas
- «Sítio oficial»
- «Domaine» (em francês)